# Joe Shuster
Joseph "Joe" Shuster (Toronto, 10 de Julho de 1914 — Los Angeles, 30 de Julho de 1992) foi um ilustrador e desenhista canadense que junto de Jerry Siegel, criou na década de 1930, o famoso personagem de histórias em quadrinhos Superman.
Junto de Jerry Siegel, Joe esteve envolvido em várias batalhas legais pelos direitos do personagem Superman. Depois de criar o famoso personagem, sua carreira nos quadrinhos não foi bem sucedida e na década de 1970, Joe parou de trabalhar com quadrinhos devido a problemas de visão.
Ele e Siegel foram introduzidos tanto no Will Eisner Comic Book Hall of Fame, em 1992, quanto no Jack Kirby Hall of Fame, em 1993. Em 2005, a Associação Canadense de Prêmios para Criadores de Histórias em Quadrinhos instituiu o Joe Shuster Awards, nomeado em homenagem ao artista nascido no Canadá.

## Biografia

### Primeiros anos
Joseph Shuster nasceu em Toronto, no Canadá, em uma família judia, vinda da Holanda, onde seus pais se conheceram. Seu pai, Julius Shuster (originalmente Shusterowich), era de Roterdã e ao chegar em Toronto abriu uma alfaiataria. Sua mãe, Ida Shuster, veio de Kiev, na Ucrânia. Um de seus primos foi o comediante Frank Shuster, da trupe de comédia canadense Wayne and Shuster. Desde criança, gostava de histórias em quadrinhos e antes mesmo de aprender a ler, seu pai tirava as páginas com as tirinhas dos jornais e lia com o filho.
Na adolescência, Joe trabalhou entregando jornais. A família precisava se mudar constantemente quando tinham dificuldades de pagar o aluguel. Em 1924, a família se mudou para Cleveland, Ohio. Foi no ensino médio que Joe conheceu aquele que seria seu amigo de longa data e colega de trabalho, Jerry Siegel, o caçula de uma família da Lituânia, com quem começou a publicar em um fanzine de ficção científica, chamado Science Fiction. Os dois se tornaram amigos rapidamente, tendo os mesmos gostos para histórias em quadrinhos, que iam de temas de aventura, detetive e aventuras espaciais. Jerry gostava de recontar as histórias que lia, inventando as suas próprias.
A dupla tentava emplacar na indústria de quadrinhos, tendo feito publicações por conta própria, mas não conseguiam contratos. Foi através de um contrato com a National Allied Publications (a futura DC Comics), do major e veterano de guerra Malcolm Wheeler-Nicholson, que os dois ganharam uma chance. Eles foram contratados para colaborar com a New Fun, primeira revista seriada em quadrinhos com conteúdo original, ao invés de republicar tiras de jornais. Os dois estrearam na ediçaõ de número 6 da New Fun, em outubro de 1935.

### A criação do Superman

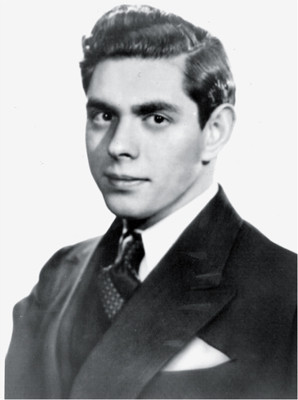
Joe Shuster em 1939

Em 1933, Siegel e Shuster  publicaram de forma independente um conto de ficção científica intitulado The Reign of the Superman no fanzine Science Fiction #3. Na história, o personagem-título era um vilão calvo e telepático que, após participar de um experimento científico, adquire superpoderes e tenta dominar o mundo. Ao fim da trama, ele perde as habilidades e retorna à condição de homem comum.

No ano seguinte, Siegel e Shuster deram ao Superman uma nova roupagem: em vez de um antagonista, o personagem seria um herói altruísta, defensor dos inocentes.Joe se inspirou no físico do ator Douglas Fairbanks para compor o Superman, enquanto seu alter ego Clark Kent foi inspirado em Harold Lloyd e no próprio Joe Shuster, com o nome do jornalista fictício "Clark Kent" derivado dos nomes dos atores Clark Gable e Kent Taylor. Lois Lane foi inspirada na modelo Joanne Carter, com quem Joe saiu brevemente e depois se casou com Jerry Siegel.
O fato de Superman/Clark Kent ser um alienígena (alien em inglês descreve tanto um extraterrestre quanto um imigrante) pode ter sido influenciado pelo fato de tanto Joe quanto Jerry virem de famílias judias e imigrantes da Europa para os Estados Unidos. Os valores defendidos pelo personagem mostrariam uma necessidade de se ajustar à cultura norte-americana e de ser reconhecido como um membro da nação.
Durante seis anos, Siegel e Shuster enfrentaram diversas rejeições de editoras. Em certo momento, chegaram a enviar o projeto a uma companhia chamada Consolidated Book Publishing, que havia lançado uma revista em quadrinhos de 48 páginas em preto-e-branco intitulada Detective Dan: Secret Operative No. 48. Embora tenham recebido uma resposta animadora, a empresa nunca mais publicou quadrinhos. Frustrado, Shuster teria destruído a história original do Superman, versões conflitantes apontam que ele a rasgou ou ateou fogo nas páginas, restando apenas a capa, salva por Siegel.

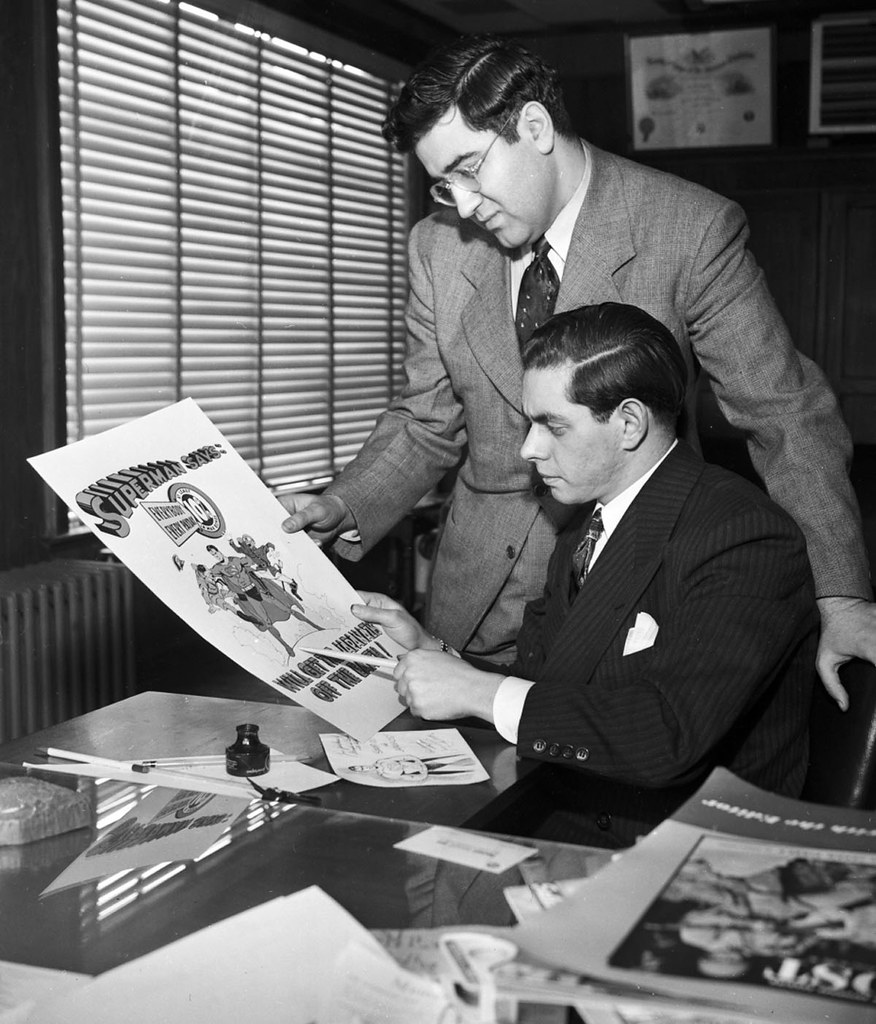
Jerry Siegel e Joe Shuster em 1942

Em 1937, criaram o personagem Slam Bradley, um detetive durão que estreou na revista Detective Comics #1. A criação de Slam Bradley foi uma exigência do editor Vin Sullivan, que pediu um personagem de ação no estilo pulp. Foi com esse trabalho que Siegel e Shuster firmaram sua relação com a editora que, no ano seguinte, mudaria o curso da cultura pop.
Foi apenas em 1938, já com o nome do herói consolidado como The Superman, que a proposta encontrou destino. O editor Vin Sullivan, da National Allied Publications (empresa que viria a se tornar a DC Comics), escolheu o personagem para estampar a capa da primeira edição de Action Comics, datada de junho daquele ano. Pouco depois, em 1939, começaram a ser distribuídas tiras de jornal com as aventuras de Superman, ampliando sua popularidade nacional. O personagem rapidamente se consolidou como o primeiro e mais influente super-herói dos quadrinhos, dando início à chamada Era de ouro das histórias em quadrinhos americanas.
Na primeira versão publicada, Clark Kent era um repórter do jornal fictício trabalhava para o jornal Daily Star, nomeado por Joe como homenagem ao Toronto Daily Star, onde trabalhou na adolescência. O horizonte de Metropolis também foi inspirada em sua cidade natal, Toronto. Quando as tirinhas do Superman começaram a ser publicadas no exterior, o jornal passou a se chamar oficialmente de Daily Planet..
Apesar do êxito, Siegel e Shuster venderam os direitos do personagem à editora por 130 dólares, valor que, embora pareça irrisório hoje, representava uma chance concreta para dois jovens artistas em busca de estabilidade. O contrato previa que continuassem a produzir as histórias do Superman, mas os termos acabariam gerando disputas judiciais e controvérsias que durariam décadas.
A editora responsável pela publicação, originalmente fundada por Malcolm Wheeler-Nicholson, enfrentava dificuldades financeiras e havia se associado aos empresários Harry Donenfeld e Jack Liebowitz, com quem fundou a Detective Comics, Inc.. Essa empresa passaria por fusões e trocas de nome, sendo posteriormente conhecida como National Periodical Publications e, a partir de 1977, oficialmente como DC Comics — nome derivado das iniciais de sua revista mais famosa, Detective Comics.
Em 1946, próximo ao fim do contrato de publicação por 10 anos, Joe e Jerry processaram a Detective Comics, Inc. para anularem o contrato e reaverem assim os direitos do Superman. No ano seguinte, a Corte do Estado de Nova York decidiu que a editora tinha adquirido os direitos de publicação legalmente quando comprou a primeira história do Superman, alegando que a dupla transferiu para a editora todos os direitos das tiras, incluindo o título, nomes, personagens e enredo. Eles também processaram pela propriedade do Superboy, que foi publicado sem o consentimento de Jerry Siegel, a quem a Detective Comics pagou cerca de 94 mil dólares. Depois do processo, todas as menções a Joe e Jerry foram removidas das tiras do Superman.

## Últimos anos

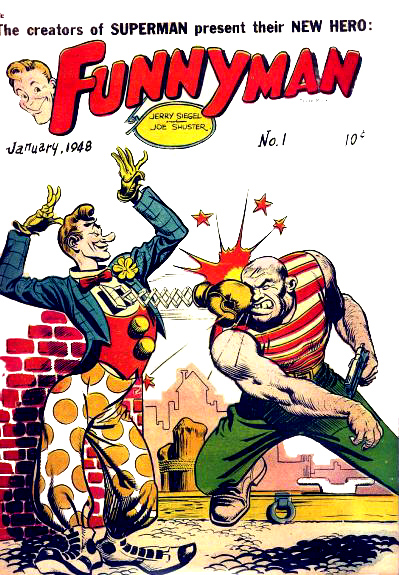
Funnyman #1, Magazine Enterprises, janeiro de 1948

Após anos de frustração, Siegel e Shuster deixaram a DC e buscaram novos projetos. Em 1947, criaram Funnyman, um herói cômico publicado pela Magazine Enterprises, editora de Vin Sullivan. O personagem era um comediante que combatia o crime usando truques e piadas, em uma tentativa de satirizar o próprio gênero dos super-heróis. No entanto, a proposta não foi bem recebida. Funnyman durou apenas seis edições. O historiador de quadrinhos Ted White escreveu que Shuster continuou a desenhar histórias de terror nos anos 1950.
Em 1953, ilustrou sem assinar a série erótica Nights of Horror, publicada pela obscura editora Malcla. A coleção, composta por 16 fascículos, abordava temas como BDSM, tortura e fetichismo.  Nos anos 2000, pesquisadores como Gerard Jones e Craig Yoe descobriram que Shuster havia desenhado a série de forma clandestina.
As ilustrações mostravam figuras parecidas com o Superman e a Lois Lane, mas em cenas de sadomasoquismo e submissão. O traço, segundo Yoe, era inconfundível: poses rígidas, músculos definidos, expressões sem emoção. Os fascículos foram apreendidos e proibidos após serem ligados ao caso dos “Brooklyn Thrill Killers”, um grupo de jovens acusados de crimes violentos..
Fredric Wertham, autor do livro Seduction of the Innocent, em sua cruzada contra os quadrinhos, citou a obra como prova da degradação moral  sem saber que o artista por trás daquelas imagens era o co-criador do Superman.
Em 1964, Joe morava com a mãe idosa em Long Island, onde trabalhava como cartunista freelancer, porém sua visão começou a se desgastar rapidamente, o que o obrigou a parar de desenhar. Para não ficar sem emprego, começou a trabalhar como entregador.
Em 1967, quando os direitos do Superman seriam renovados, Jerry Siegel se lançou em um segundo processo contra a editora, mas perdeu. Em 1975, Jerry enviou várias cartas indignadas aos meios de imprensa, contanto sobre o tratamento que lhes foi dado pelos executivos da editora DC Comics, pedindo que boicotassem a nova produção cinematográfica que estava em pré-produção. A propaganda negativa levantada pelos dois e o apoio da comunidade de quadrinhos, levou a Warner Communications, dona da DC, a reconhecer a autoria de Shuster e Siegel e lhes garantiu uma pensão anual de 20 mil dólares, mais plano de saúde. Seus nomes também voltaram para as revistas do herói.
Apesar da pensão, Joe estava com dívidas altas quando morreu, que a Warner concordou em pagar em troca de um acordo com os herdeiros de não mais contestar os direitos do Superman na justiça.

## Morte
Em 1976, Joe estava quase que completamente cego, morando em uma casa de repouso na Califórnia. Era hipertenso e morreu em decorrência de uma insuficiência cardíaca em 30 de julho de 1992, aos 78 anos, em sua casa em Los Angeles. Seu corpo foi cremado e as cinzas entregues à família.